# Heinrich Grönewald
Heinrich Friedrich Karl Hermann Grönewald (* 23. Juni 1909 in Einbeck; † 22. Mai 1957 in Königstein im Taunus) war ein deutscher Lehrer und Journalist.
Er trat als Student der Sozialdemokratischen Partei Deutschlands, dem Sozialistischen Studentenbund und der Allgemeinen Freien Lehrergewerkschaft Deutschlands bei. Er bekämpfte an der Universität und als Journalist nationalsozialistisches Gedankengut. Vor lebensbedrohenden Nachstellungen der Nazis flüchtete er über Paris nach Buenos Aires. Hier wirkte er weiter gegen den Nationalsozialismus als Lehrer und bekannter deutschsprachiger Journalist der Region.

## Jugend
Heinrich Grönewald war ältester von drei Söhnen des Ehepaares Frieda und Heinrich Friedrich Grönewald. Ostern 1928 legte er die Reifeprüfung an der neu gegründeten Oberrealschule in Schöningen ab, wohin seine Eltern 1915 verzogen waren.

## Student und Doktorand an der Technischen Hochschule Braunschweig
Heinrich Grönewald studierte von 1928 bis einschließlich 1930/31 an der Technischen Hochschule Braunschweig mit dem Ziel, Lehrer zu werden. Er studierte bei den über Braunschweig hinaus bekannten Professoren Theodor Geiger, Wilhelm Paulsen, August Riekel und Adolf Jensen.
Seit dem 15. Mai 1929 war er Mitglied der SPD in Schöningen, im selben Jahr trat er auch der durch Hans Löhr an der TH Braunschweig gegründeten Sozialistischen Studentengruppe bei, die sich als Braunschweiger Ableger der
Sozialistischen Studentenschaft Deutschlands und Österreichs verstand. Zur gleichen Zeit war er auch Mitglied in der Allgemeinen Freien Lehrergewerkschaft Deutschlands, Landesverband Braunschweig, die dem linken Flügel der SPD zuzurechnen war.
Am 16. Juni 1931 erwarb Grönewald die „Lehrbefähigung für braunschweigische Volksschulen“.
Während seiner Studienzeit fanden im Freistaat Braunschweig mit der Bildung einer Koalitionsregierung aus einer bürgerlichen Einheitsliste (gemeinsame Liste: Deutschnationale Volkspartei, Deutsche Volkspartei, Zentrumspartei und Wirtschaftsverbände) und der NSDAP weitreichende politische Umwälzungen statt. Grönewald und eine größere Anzahl von Kommilitonen wurden nach dem Examen auf Weisung des NS-Ministers für Inneres und Volksbildung, Anton Franzen, nicht in den Schuldienst übernommen. Daher studierte er ab Wintersemester 1931/32 weiter – mit dem Ziel, den an der TH Braunschweig neu geschaffenen akademischen Grad „Doktor der Kulturwissenschaften“ zu erlangen.
Seinen Lebensunterhalt bestritt Grönewald als Hilfslehrer in seinem Wohnort Schöningen. Auch schrieb er Artikel für verschiedene sozialdemokratische Zeitungen (Tagespost, Volksfreund / beide Braunschweig, Welt am Montag / Berlin, Dortmunder Generalanzeiger / Dortmund und Vorwärts / Berlin) und war als ständiger Mitarbeiter an pädagogischen Fachzeitschriften wie Volkslehrer und Pädagogische Blätter tätig. Diese journalistische Tätigkeit hatte Folgen: Der Autor wurde bedroht und beleidigt. Seinen Strafantrag wegen „Beleidigung, Hausfriedensbruch und Nötigung“ stellte die Staatsanwaltschaft Helmstedt jedoch „mangels öffentlichen Interesses“ ein. Nachdem in seinem Wohnort am 1. Februar auf ihn geschossen worden war, fühlte Grönewald sich in Deutschland seines Lebens nicht mehr sicher. Er erhielt einen Waffenschein und flüchtete aus Deutschland; am 7. März 1932 überschritt er die belgische Grenze mit dem Ziel Paris.

## Exil in Paris
Grönewald kam am 8. März 1932 in Paris an. Er arbeitete als Journalist für Publikationen wie Die Friedens-Warte, École Libératrice, Le Quotidien, Bulletin de la Ligue des Droits de l’Homme. Daneben engagierte er sich ehrenamtlich im Sekretariat der „Fédération Internationale des Associations de l’Enseignement“ und konnte damit emigrierten deutschen Lehrern helfen. Grönewald war einer führenden Köpfe bei der Gründung des Verband deutscher Lehreremigranten, auch bekannt unter dem Namen Union des instituteurs allemands émigrés (kurz: Union), und koordinierte dessen Arbeit in Paris, so vor allem die Zusammenarbeit mit der französischen Volksschullehrergewerkschaft, dem Sydicat National des Instituteurs (SNI).
Im September 1933 traf sich Grönewald mit Alfred Dang von der neu zu gründenden Pestalozzi-Schule Buenos Aires in Genf und vereinbarte mit ihm eine Anstellung als Lehrer. Die Schule sollte 1934 in Gegnerschaft zum nationalsozialistischen Deutschland gegründet werden – auf Initiative von deutsch-argentinischen Hitlergegnern um den Herausgeber des Argentinischen Tageblattes Ernesto F. Alemann sowie dessen Freund Alfred Hirsch, Direktor der Firma Bunge & Born. 1935 verließ Grönewald Paris und ging nach Argentinien. Seine Arbeit bei der Union führte Heinrich Rodenstein fort. Dieser „mietete Grönewalds Wohnung in einem östlichen Vorort von Paris, Fonenay-sous-Bois, […] und führte auch dessen privaten Schülerkreis für Deutschunterricht fort“.
Mit erst 25 Jahren war Heinrich Grönewald der Jüngste, der am 29. März 1934 mit der im Reichsanzeiger veröffentlichten zweiten Ausbürgerungsliste des Deutschen Reichs ausgebürgert wurde. Mit ihm erlitten u. a. Albert Einstein, Oskar Maria Graf und Johannes Robert Becher dasselbe Schicksal. Durch die Ausbürgerung wurde Grönewald staatenlos, er besaß kein gültiges Ausweisdokument mehr. Dieser Umstand verzögerte den für 1934 vereinbarten Beginn seiner Tätigkeit als Lehrer an der Pestalozzi-Schule.

## Pestalozzi-Schule Buenos Aires (1935–1954)
Kurz nach seiner Ankunft in Buenos Aires Mitte September 1935 erhielt Grönewald als Ausweisdokument einen argentinischen Personalausweis für Staatenlose, den er während seiner gesamten Emigrationszeit in Argentinien behielt.
Entsprechend der Zielsetzung der Pestalozzi-Schule Buenos Aires hatte der Gründer nur solche Lehrer eingestellt, die in ausgewiesener Gegnerschaft zum Nationalsozialismus standen. Neben Heinrich Grönewald gehörten weitere aus Deutschland geflüchtete Lehrer wie Alfred Dang (Direktor der Pestalozzi-Schule), Erich Herrguth (Vorstandsmitglied der Pestalozzi-Gesellschaft), August Siemsen (Lehrer und früherer Reichstagsabgeordneter der SPD) und Carl Meffert (Künstlername: Clément Moreau; Grafiker und Zeichenlehrer) zum Kollegium. Vielen Emigranten wurden neben der Staatsbürgerschaft auch ihre akademischen Grade aberkannt. Bei Alfred Dang (Universität Gießen) und Ernesto Alemann (Universität Heidelberg) geschah dies 1938 durch ihre Hochschulen. Seinem Braunschweiger Genoosen Hans Löhr (siehe oben), der mittlerweile im peruanischen Urwald lebte, hatte Heinrich Grönewald auch eine Lehrerstelle angeboten. Wie dieser aber dem gemeinsamen Bekannten Leo Regener am 15. September 1936 mitteilte, kam es aber zu keinem Vertragsabschluss und Löhr war sich auch nicht sicher, wie er sich zu dem Angebot verhalten solle, „weil ich die Verhältnisse in jener Gegend ganz und gar nicht kenne“.
Bis ins Jahr 1954 unterrichtete Heinrich Grönewald an der offiziell nun von der Bundesrepublik unterhaltenen Schule. Dann wechselte er an die „Norte-Schule“ in Buenos Aires, wo ihm eine Direktorenstelle angetragen worden war.

## Journalistische Tätigkeiten
Neben seiner Tätigkeit als Lehrer schrieb Grönewald Artikel für das Argentinische Tageblatt, das sich seit 1933 entschieden gegen den deutschen Nationalsozialismus gewandt hatte. Dies geschah in erbittertem Gegensatz zur nationalsozialistisch eingestellten Mehrheit der „deutschen Kolonie“ in Argentinien.
In der Emigration arbeitete Grönewald weiterhin mit der Union des instituteurs allemands émigrés in Paris und dem Internationalen Berufssekretariat der Lehrer (IBSL) in Brüssel zusammen und fungierte als Leiter der südamerikanischen Landesgruppe der „Auslandsvertretung Deutscher Gewerkschaften“. Von 1940 bis 1942 war er Herausgeber der Informaciones para la prensa sudamericana, die an Presse und Rundfunk Informationen über das 3. Reich, seine „Fünfte Kolonne“ in Lateinamerika und über die Arbeit des Komitees Das Andere Deutschland übermittelten. Außerdem arbeitete er als freier Mitarbeiter für die amerikanische Nachrichtenagentur United Press International, ebenso für das Bulletin der Erziehungs-Internationale (Herausgeber Kurt Löwenstein) und für verschiedene lateinamerikanische Zeitschriften (Crítica-Buenos-Aires und Marcha (beide Montevideo); Tiempo (Caracas), Exelcior (Mexiko) und Argencia Periodística Latino-Americana).
Grönewalds Berichte über eine „Fünfte Kolonne“ und angebliche nationalsozialistische Infiltrationspläne in Argentinien fanden breiten Widerhall. Durch seine Recherchen wurde er weit über die Grenzen von Buenos Aires bekannt. Er wird als der renommierteste deutschsprachige Journalist im Argentinien der 1930er und 1940er Jahre bezeichnet.

## Das Hilfswerk „Das Andere Deutschland“
Um die immer größer werdende Gruppe mittelloser Immigranten in Buenos Aires unterstützen zu können, gründeten einige mit dem Argentinischen Tageblatt sowie der Pestalozzi-Schule verbundene Emigranten das politisch-literarische Kabarett „Truppe 38“, gemanagt von August Siemsen. Mitglieder waren u. a. Carl Meffert und seine Frau Nelly, Renate Schottelius, Helga Markus, Heinz und Gerti Bier sowie Lene Laub. Ein Kreis um den Begründer der Pestalozzi-Schule gründete am 7. Juni 1937 ein antifaschistisches Hilfswerk mit dem Namen Das Andere Deutschland (DAD). Das Hilfswerk wandte sich „an alle guten Deutschen, an alle ehrlichen Freunde Deutschlands“ und richtete seine karitative Arbeit auf breiter Basis aus. Das Hilfswerk gründete als Sprachrohr des DAD für Sympathisanten und weitere interessierte Leser eine gleichnamige Zeitung.
Grönewald leistete die gesamte administrative Arbeit des DAD: Unter anderem unterhielt er Kontakte mit den befreundeten antifaschistischen Organisationen anderer Nationen (Südafrika, Australien und Neuseeland), den demokratischen Presseagenturen und -organen sowie Rundfunkanstalten. Er stellte die in spanischer Sprache abgefassten Informaciones zusammen und gab sie im Namen des DAD heraus. Ilse Schirmann, seine spätere Ehefrau, unterstützte seine Arbeit.

## Der Kongress deutscher Antifaschisten in Montevideo 1943
„Das Andere Deutschland“ lud 1943 zum zehnten Jahrestag der Reichskanzlerschaft Hitlers alle deutschen Antifaschisten Südamerikas zu einem Kongress nach Montevideo in Uruguay ein. Mehr als 50 Delegierte und Vertreter antifaschistischer Organisationen nahmen teil. Das Echo des Kongresses war außerordentlich befriedigend. Unter dem Namen „Alemania Democrática Comité Central Sudamericano“ wurde ein vorläufiges Gremium mit August Siemsen, Heinrich Grönewald und Erich Sieloff gegründet. Damit sollte die „Einheitsfront“ aller antifaschistischen Gruppen in Südamerika und so die Vorbedingung für die erstrebte Vereinigung der deutschen Opposition außerhalb Deutschlands hergestellt werden. Der Versuch, alle Antifaschisten zu einigen, gelang indes nicht. Weder linientreue Kommunisten noch diejenigen Juden, die eigene jüdische Wege bevorzugten, mochten sich einer Einheitsfront gegen den Nationalsozialismus anschließen.

## Norte-/Goethe-Schule (1954–1957)
Nach 15 Jahren Lehrertätigkeit an der Pestalozzi-Schule nahm Grönewald am 1. April 1954 das Angebot an, an der Schule „Escuela del Norte“ in Martinez/Buenos Aires zu unterrichten. Diese Schule war die erste offizielle Schule, die die Bundesrepublik Deutschland nach dem Krieg wieder in Argentinien unterhielt.

## Bemühungen zur Re-Integration in Braunschweig
Mit Schreiben vom 20. Oktober 1946 bewarb sich Heinrich Grönewald erneut um Beschäftigung im braunschweigischen Staatsdienst. Sein berufliches Ziel war es, in den niedersächsischen Schuldienst eingestellt und sogleich für den Auslandsschuldienst in Buenos Aires abgeordnet zu werden. Erst dreieinhalb Jahre später, im Frühjahr 1950, antwortete der Präsident des niedersächsischen Verwaltungsbezirks Braunschweig und bat um Mitteilung, ob Grönewald seinen Antrag auf Wiederbeschäftigung im braunschweigischen Schuldienst und auf Zuweisung von Wohnraum innerhalb der Stadt Braunschweig aufrechterhalte.
Daraufhin reiste Heinrich Grönewald Anfang November 1950 für einige Wochen nach Deutschland. Der Präsident des niedersächsischen Verwaltungsbezirks Braunschweig ernannte ihn ab dem 15. Januar 1951 zum Beamten auf Widerruf und zum außerplanmäßigen Lehrer. Zur Regelung seiner persönlichen Angelegenheiten in Argentinien erhielt er sechs Monate Urlaub.
Um Ansprüche auf Wiedergutmachung stellen zu können, wurde für Grönewald eine zweite Reise nach Deutschland unumgänglich. Er hätte als politischer Emigrant nach den damals gültigen gesetzlichen Vorschriften sonst keine Wiedergutmachungsansprüche für das ihm zugefügte Unrecht geltend machen können. Diese zweite Reise zögerte Grönewald lange hinaus. Im Februar 1955 wurde ihm letztmals eine Frist eingeräumt mit der Aufforderung, „bis zum 1.10.1955 seinen Dienst anzutreten, da andernfalls ein Widerruf des Beamtenverhältnisses in Betracht gezogen werden muss.“ Wegen einer schweren Erkrankung seiner Frau sah sich Heinrich Grönewald jedoch gezwungen, die Reise nach Deutschland zu verschieben. Erst kurz nach Weihnachten 1956 verabschiedete er sich von Frau und elfjähriger Tochter und trat seine zweite Nachkriegsreise nach Deutschland an.
Im Februar 1957 berichtete Grönewald von einer für ihn unerfreulichen Unterredung im Kultusministerium Hannover. Man eröffnete ihm, er müsse eine verkürzte Referendarzeit absolvieren und das ihm fehlende Zweite Staatsexamen für den Lehrerberuf nachholen. Das gleiche Schicksal hatte sechs Jahre zuvor auch Grönewalds alten Genossen Hans Löhr ereilt, der nach seiner Rückkehr aus Peru im Alter von 55 Jahren erst einmal das Zweite Staatsexamen nachholen musste, bevor er eine Lehrerstelle erhielt.
Seinen Protest gegen diese Anordnung richtete er direkt an den damaligen Bundespräsidenten Theodor Heuss. Er hoffte – wie sich erwies zu Recht – mit dessen Hilfe umgehend für den Auslandsschuldienst freigestellt zu werden und die Norte-Schule weiter leiten zu können. Da sich das Einstellungsverfahren wochenlang hinauszögerte und die finanziellen Verhältnisse Grönewalds sehr beengt waren, unterrichtete er kurzzeitig als Lehrer an einer privaten Dolmetscherschule, der Bachschule, im Hofgut Rettershof in der Nähe des Kelkheimer Stadtteils Fischbach. Während dieser Zeit hatte er sich in einer Pension im nahegelegenen Königstein eingemietet. Dort verstarb Heinrich Grönewald am 22. Mai 1957 im Alter von 48 Jahren, vermutlich an einem Herzinfarkt, allein in seinem Pensionszimmer. Das Schreiben mit der so lange erstrebten förmlichen Freistellung vom Schuldienst in Niedersachsen und der Entsendung an die Norte-Schule in Buenos Aires traf zwei Tage nach seinem plötzlichen Tod ein.

## Publikationen
- Rundfrage bei französischen Schulkindern über die Deutschen. In: Pädagogische Warte. 1932, Heft 2, S. 76–79.
- Wie Kinder über den Weltkrieg und die Franzosen denken. Eine Rundfrage bei 14–15jährigen Mädchen in einer Volksschulklasse in Dortmund. In: Der Volkslehrer. 1932, Nr. 24, S. 3.
- Nation und Krieg im Urteil deutscher Schulkinder. In: Pädagogische Warte. 1932, Heft 6, S. 248–252.
- Die Geschichtsbücher und die moralische Abrüstung. In: Die Friedens-Warte. 1932, S. 206–209.